# Парламентские выборы в Бенине (2011)
Парламентские выборы в Бенине проходили 30 апреля 2011 года после переноса даты выборов с 17 апреля 2019 года. В результате партия Силы каури за возрождающийся Бенин, в которую входили союзники президента Томаса Бони Яйи, увеличила своё представительство в парламенте на 6 мест. Это консолидировало победу Яйи на президентских выборах в марте 2011 года, хотя его оппонент, занявший второе место, Адриан Унгбеджи оспаривал результаты тех выборов.

## Предвыборная кампания
В выборах участвовало около 20 партий и 1600 кандидатов. Основные оппозиционные силы сформировали новый альянс партий Союз делает нацию под руководством Адриана Унгбеджи, который в 2006 году был кандидатом в президенты от Партии демократического обновления.

## Результаты
| Партия | Голоса    | %     | Места | +/– |
| --- | --------- | ----- | ----- | --- |
| Силы каури за возрождающийся Бенин | 665 810   | 33,30 | 41    | +6  |
| Союз делает нацию | 537 632   | 26,89 | 30    | –   |
| Альянс Кури 2 | 128 974   | 6,45  | 2     | –   |
| Альянс Баобаб G13 | 118 289   | 5,92  | 2     | –   |
| Сила надежды–Союз за облегчение | 99 698    | 4,99  | 2     | –3  |
| Союз за Бенин | 90 179    | 4,51  | 2     | –   |
| Альянс Амана | 62 501    | 3,13  | 2     | –   |
| Альянс Сила в единстве | 51 723    | 2,59  | 2     | –   |
| Альянс Новое мужество | 40 684    | 2,03  | 0     | –   |
| Альянс Новая сила | 37 434    | 1,87  | 0     | –   |
| Партия за республиканский союз | 32 393    | 1,62  | 0     | –   |
| Партия патриотического обновления | 29 525    | 1,48  | 0     | –   |
| Фронт общего действия | 24 685    | 1,23  | 0     | –   |
| Союз либеральных демократов за национальную реконструкцию – Vivoten                                                                                    | 21 784    | 1,09  | 0     | –   |
| Новые силы за демократию и развитие | 14 572    | 0,73  | 0     | –   |
| Бенинское движение–Борьба против бедности | 13 570    | 0,68  | 0     | –   |
| Священный союз пробуждения за развитие | 12 886    | 0,64  | 0     | –   |
| Движение за возрождение, демократию и развитие | 10 374    | 0,52  | 0     | –   |
| Наша общая судьба | 6513      | 0,33  | 0     | –   |
| Недействительных/пустых бюллетеней | 92 757    | –     | –     | –   |
| Всего | 2 091 983 | 100   | 83    | 0   |
| Зарегистрированных избирателей/Явка | 3 629 837 | 57,63 | –     | –   |
| Источники: Election Passport Архивная копия от 24 апреля 2021 на Wayback Machine, Elections in Benin Архивная копия от 27 июня 2021 на Wayback Machine |           |       |       |     |